# 七公增十四
武仙座30，又名BD+42 2714，HD 148783、SAO 46108、HR 6146，是武仙座的一颗恒星，视星等为5.04，位于銀經66.16，銀緯43.72，其B1900.0坐标为赤經16h 25m 21.4s，赤緯+42° 43.72′ 6″。